# Suché Brezovo
Suché Brezovo (bis 1927 slowakisch „Suchô Brezovo“; ungarisch Száraznyírjes – bis 1907 Szárazbrezó) ist eine Gemeinde im Süden der Slowakei mit 77 Einwohnern (Stand: 31. Dezember 2024). Sie gehört zum Okres Veľký Krtíš, einem Kreis des Banskobystrický kraj.

## Geographie
Die Gemeinde befindet sich auf einem Rücken der Hochebene Krupinská planina, zwischen den Tälern der Bäche Koprovnica und Lomský potok. Das Ortszentrum liegt auf einer Höhe von 407 m n.m. und ist 15 Kilometer von Veľký Krtíš entfernt.
Nachbargemeinden sind Veľký Lom im Norden, Senné im Osten, Dolné Strháre und Horné Strháre im Süden und Lešť (Militärgelände) im Westen.

## Geschichte
Auf dem Gemeindegebiet gab es archäologische Funde der Piliny-Kultur aus der Hallstattzeit.
Suché Brezovo wurde zum ersten Mal 1573 als Brezowa schriftlich erwähnt und lag zuerst im Herrschaftsgebiet der Burg Divín. In den Kriegswirren im frühen 17. Jahrhundert wurde der Ort zerstört und erst 1680 wieder bevölkert. Bis 1848 war der Ort zwischen den Herrschaften der Burgen Blauenstein und Divín geteilt. 1715 und 1720 gab es 15 beziehungsweise 12 Haushalte,  1828 zählte man 32 Häuser und 455 Einwohner, die als Landwirte und Viehhalter beschäftigt waren.
Bis 1918/1919 gehörte der im Komitat Neograd liegende Ort zum Königreich Ungarn und kam danach zur Tschechoslowakei beziehungsweise heute Slowakei. 1950 musste die Gemeinde einen Teil des Gemeindegebiets an das neu entstandene Militärgelände Lešť abtreten.
Der Ortsname ist vom slowakischen Wort für Birken, breza, abgeleitet, und weist auf einst vorhandene Birkenhaine hin. Das Adjektiv suché (= trocken) soll von der Lage auf dem wasserarmen Rücken (anstatt einer Ortsgründung nahe einem Fließgewässer) abgeleitet worden sein.

## Bevölkerung
| Jahr                | 1994 | 2004     | 2014     | 2024     |
| ------------------- | ---- | -------- | -------- | -------- |
| Anzahl der Personen | 138  | 122      | 101      | 77       |
| Unterschied         |      | −11,59 % | −17,21 % | −23,76 % |

| Jahr                | 2023 | 2024    |
| ------------------- | ---- | ------- |
| Anzahl der Personen | 78   | 77      |
| Unterschied         |      | −1,28 % |

Gemäß der Volkszählung 2011 wohnten in Suché Brezovo 112 Einwohner, davon 93 Slowaken. 19 Einwohner machten keine Angabe zur Ethnie.
55 Einwohner bekannten sich zur Evangelischen Kirche A. B., 28 Einwohner zur römisch-katholischen Kirche sowie jeweils ein Einwohner zur altkatholischen Kirche und zur griechisch-katholischen Kirche. Fünf Einwohner waren konfessionslos und bei 22 Einwohnern wurde die Konfession nicht ermittelt.

## Bauwerke
- evangelische Kirche aus dem Jahr 1861